# Abu al-Hasan as-Said al-Mutadid
Abú al-Hasán as-Saíd al-Mutádid (en árabe: الحسن المعتضد بالله السعيد بن المأمون‎; muerto en 1248) fue un califa almohade que reinó de 1242 hasta su muerte. Fue el segundo hijo de Abu El-Ola y sucesor de su hermano Abd al-Wáhid II.
Sucedió a su hermano cuando el califato almohade solo controlaba algunas partes de actual Marruecos. Intentó recuperar algunas plazas como Meknés y Tremecén ocupadas por los benimerines y los ziyánidas respectivamente. Fue derrotado y muerto por los ziyánidas en la batalla de Oujda. Los benimerines ocuparon Fez y redujeron los dominios almohades a Marrakech. A su muerte fue sucedido por un primo de su padre, Abú Hafs Umar al-Murtada.